# 金熊猴
金熊猴（学名：Arctocebus calabarensis）是灵长目懒猴科中的一个物种。

## 特征
金熊猴的身长可达23至31厘米，它没有尾巴，重0.3至0.5千克。皮毛德上部是棕黄色的，下部近乎白色。头部的颜色比身体的颜色深。沿着鼻子有一条白色的条纹。金熊猴是唯一有完全的瞬膜的灵长目动物。和其它懒猴一样它的第二只手指短，它的手势应牢牢地抓住树枝。

## 分布和生活环境

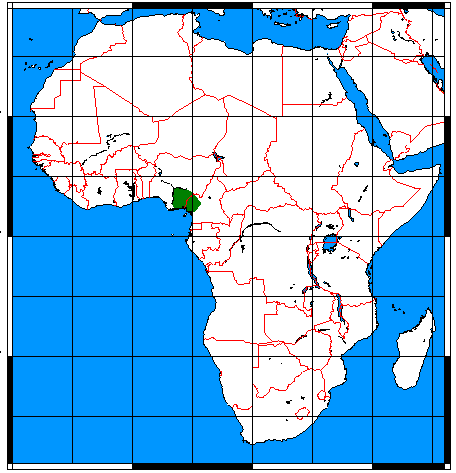
分布

金熊猴产于非洲中部，包括尼日利亚东南部和喀麦隆西部的地区。薩納加河是它分布地区的一个边界，河东是小金熊猴的生活地区。它们生活在热带森林里，尤其喜欢次生林这样有大量茂密的下部枝叶的森林。

## 生活方式和食物
金熊猴是夜行动物。白天它们在茂密的植被里睡觉。晚上它们出来觅食。和其它懒猴一样它们行动缓慢小心。用手它们牢牢地抓住树枝。它们单独生活，雄性的领域一般与两三个雌性的领域相交。
金熊猴的食物主要是昆虫，其中包括蛹和蛾，此外它们还吃水果。

## 繁殖
雄猴和与它的领域相交的所有雌猴性交，性交时它们头朝下挂在树枝上。经过131至136天怀孕期后一般雌猴产下一只幼猴。幼猴一开始紧紧地抓住母猴的肚子。三至四个月后停奶。经过八至十个月后幼猴性成熟。

## 威胁
对金熊猴最大的威胁在于对它们生活环境的破坏以及狩猎来获取它们的肉。由于它们的数量众多，而且能够在被砍伐的树林里生活，因此与非洲其它灵长类动物相比它们受到的威胁比较小。國際自然保護聯盟把它列为“无危”。